# 大關氏
大關氏（日语：／ Ōzekishi）是日本氏族之一。

## 出身
自稱桓武平氏大掾氏流小栗氏的子孫，不過這是後世假冒的可能性相當高，一說實際是武藏七黨丹黨流出身。以下野國那須氏的家臣身份，據有上那須地方，那須七黨之一。

## 歷史
具體有記載的時期，是在日本南北朝時代開始，在主家之下，不斷與周邊勢力抗爭，漸漸在下野國內建立勢力。在日本戰國時代期間，當主大關宗增乘著那須氏的內紛而企圖獨立，不過被同是那須七黨的大田原氏的大田原資清擊敗，於是被迫迎資清的兒子高增為養子。在高增時代，與大田原氏一同建構出凌駕主家那須氏的勢力，在豐臣秀吉的小田原征伐時，比主家那須氏更快參戰，主家被改易，而大關氏則成功保全所領。
高增的三男資增在關原之戰中投向東軍並奮戰，此後成為黑羽藩的藩祖，一直存續至幕末。

## 系圖
粗線為實子，幼線為養子
```
高清

 ┃

光清

 ┃

清實

 ┃

氏清

 ┃

基清

 ┃

家清

 ┃

增清

 ┃

廣增

 ┃

增信

 ┃

忠增

 ┃

增雄

 ┃

宗增

 ┠─────┐

增次
　　
高增

 　　　　┣━━━━━┳━━━━━┓
　　　　
晴增
　　
清增
　　
資增

　　　　 ┃
　　　　
政增

　　　　 ┃
　　　　
高增

　　　　 ┣━━━━━┓
　　　　
增親
　　
增榮

　　　　　　　　 ┃
　　　　　　　　
增茂

　　　　　　　　 ┃
　　　　　　　　
增恒

　　　　　　　　 ┃
　　　　　　　　
增興

　　　　　　　　 ┃
　　　　　　　　
增備

　　　　　　　　 ┃
　　　　　　　　
增輔

　　　　　　　　 ┃
　　　　　　　　
增陽

　　　　　　　　 ┝━━━━━┓
　　　　　　　　
增業
　　
增儀

　　　　　　　　　　　　 ┃
　　　　　　　　　　　　
增昭

　　　　　　　　　　　　 ｜
　　　　　　　　　　　　
增德

　　　　　　　　　　　　 ｜
　　　　　　　　　　　　
增裕

　　　　　　　　　　　　 ｜
　　　　　　　　　　　　
增勤
```